# Дорога без возврата
«Дорога без возврата» (пол. Droga, z której się nie wraca) — рассказ из цикла романов о Ведьмаке, автором которого является Анджей Сапковский. Рассказ повествует о том, как встретились чародейка Висенна и наёмник Корин, а также о сопутствующих этому обстоятельствах. По мотивам рассказа Богуславом Польхом нарисован комикс «Droga bez powrotu» (рус. Дорога без возврата).

## Описание сюжета
Изгнанный из Круга чародей Френегал создаёт гигантского чудовищного паука-«костеца» (пол. Kościej, дословно Кощей) и с шайкой наёмников перерезает единственную дорогу через перевал, ведущую в город Амелл, где добывают яшму. Горнякам и купцам приходится торговать на грабительских условиях чародея, его шайка притесняет местных жителей. Правитель Майенны занят войной с Разваном и ему нет до этого дела. Кузнец Микула посылает просьбу о помощи в Круг, ему посылают чародейку Висенну. В пути она встречает раненого рыцаря Корина, попавшего в засаду Френегала. Вдвоём они спасают Микулу от отряда бандитов, подымают народ и идут к перевалу. Глава шайки наёмников Кехль заявляет, что они связали и ограбили Френегала, помешавшегося на власти над миром и требует, чтобы его пропустили с добычей, Корин соглашается. Угрожая отдать чародея на расправу крестьянам, Висенна выбивает из него «разрушающее заклятье». Они втроём идут на перевал. Френегал, проявив невероятную прыть, ранит Корина и Висенну и сбегает, но погибает от топора подоспевшего Микулы. Появляется костец. Он догоняет героев, на него нападает Кехль. Микула и Корин отвлекают чудовище от Кехла, костец идёт на Висенну, чародейка уничтожает его заклятьем. Кехль умирает. Висенна уезжает не попрощавшись, но Корин догоняет её.

## Создание
Впервые рассказ был напечатан в журнале «Fantastyka» (рус. Фантастика) №8 за 1988 год. Созданию рассказа способствовал удивительно хороший приём первого рассказа Анджея Сапковского — «Ведьмак», который был напечатан в этом же журнале двумя годами ранее .
История, описываемая в произведении, изначально не должна была быть связана с циклом о ведьмаке Геральте, потому что на тот момент написание никакого цикла романов ещё не планировалось. Уже позже, в ходе написания Саги, Сапковский захотел раскрыть кое-какую информацию о прошлом главного героя, и решил сделать Висенну матерью Геральта. Причиной, по которой Сапковский вернул персонажа и сделал её матерью ведьмака, стало очень понравившееся автору имя «Висенна» (пол. Visenna), которое он нашёл в старопольской энциклопедии Зигмунта Глогера (пол. Zygmunt Gloger). Имя «Корин» (пол. Korin) Сапковский придумал сам. Идея о том, что Корин является отцом Геральта, была выдвинута Мацеем Паровским (пол. Maciej Parowski), и позже реализована в комиксе «Дорога без возврата» (пол. Droga bez powrotu), где он, совместно с Сапковским, был автором текста .
Первое издание рассказа без ведома автора было подвержено стилевым правкам Мацеем Паровским, редактором журнала «Fantastyka». Позже, при выпуске рассказа отдельной книгой, Сапковский вернулся к своей первой машинописи .

## Российское издание
Впервые в России рассказ «Droga, z której się nie wraca» был выпущен в переводе Александра Бушкова под названием «Дорога, откуда не возвращаются» в 1990 году. Произведение было выпущено московским издательством «Молодая гвардия», материалы которому предоставил польский журнал «Fantastyka». Источником для перевода послужила ранняя версия рассказа, помещенная в антологии «Co większe muchy» (рус. Что больше мухи). Рассказ в переводе Бушкова выходит также и в 1992 году в сборнике «Трактат о ведьмах». В большей части перевода Бушков слишком далеко отходит от авторского текста. Анджей Сапковский был недоволен самим наличием данного перевода, так как автор не получил за него ни копейки.
Также в 1990 году рассказ издаётся в свердловском журнале «Приключения и фантастика» № 9 под названием «Дорога, с которой не возвращаются» в переводе Невструева.
Впоследствии рассказ был переведён Евгением Вайсбротом, переводчиком остальных произведений цикла о ведьмаке, и выпущен издательством АСТ под названием «Дорога без возврата». Переводы Вайсброта, и в частности данного произведения, Сапковский оценил как «скорее положительно».